# 维克斯小姐
维克斯小姐（The Misses Vickers），美国画家約翰·辛格·薩金特油画作品。画中人为维克斯家（Vickers，英国军工家族）三位千金，在錫菲博尔索弗山（Bolsover Hill）的家族宅邸里。此画作于1884年。现藏于錫菲錫菲艺术馆（Museums Sheffield）。
画中三人分别为（由左至右）佛罗伦斯·伊芙琳·维克斯（Florence Evelyn Vickers，1867年-1947年），美宝·弗朗西丝·维克斯（Mabel Frances Vickers，1862年-1894年）与克莱拉·米尔德丽德·维克斯（Clara Mildred Vickers，1865年-1952年）。薩金特受托作画纪念美宝21岁生日。1885年，该作于巴黎一个沙龙展出，遭到冷落，更被称为“伪委拉斯蓋茲”油画。次年，该作于皇家艺术学院展出，被观画者选为波迈宪报（Pall Mall Gazette）“年度最差油画”。批评者认为，薩金特运用的透视使得“克莱拉扭转了身体，椅子倾斜，前方两人比较紧凑，背景中在远处的物件是“杂耍人的把戏”，“既肤浅又狂妄””。
在这幅画中，可见薩金特深受委拉斯蓋茲影响。该作的色调与委拉斯蓋茲的作品一样，比较阴暗，同样运用了空间，在空间后也有光线（右上方）。这些手法都可以在薩金特的另一件作品，愛德華·達裏·博伊特的女兒們中见到。除此之外，在该作中，也可以看出弗兰斯·哈尔斯的痕迹，即其“自发性”对薩金特的影响。
无论是时人，抑或是作家本人，都不喜欢这幅作品。薩金特写道：“我在乡下给人画了几幅肖像，又在黑洞錫菲给三个丑女人作了像。”讽刺的是，在当下，这幅画是錫菲艺术馆里，最受欢迎的视觉艺术藏品之一。

### 网站
1. 1 2 3 4 5 6  . BBC. Unknown  [2012-08-12]. （原始内容存档于2013-04-19） （英语）.
2. 1 2 3 4  . Yorkshire's Favourite Paintings. Unknown  [2012-08-12]. （原始内容存档于2013-05-11） （英语）.
3. 1 2 3 4 5 6 7  . John Singer Sargent Virtual Gallery. Unknown  [2012-08-12]. （原始内容存档于2012-08-25） （英语）.

### 书籍
Elaine Kilmurray. . New Jersey: Princeton University Press. 1998. ISBN 069100434X.